# 卵巢組織冷凍貯藏
卵巢組織冷凍貯藏 (英語：ovarian tissue cryopreservation) 是將女性卵巢組織在深低溫下進行長期的冷凍保存。

## 意義
卵巢組織冷凍貯藏，對於那些想要超越自然限制繼續生育，或其生殖潛力受到癌症治療威脅的女性，具有吸引力。例如預計會因年齡或治療失去大量卵子，便可以先冷凍卵巢組織。此手術可對有卵巢早期衰退風險的女性進行，在兒童進行同類手術一樣可行和安全。
.

## 程序

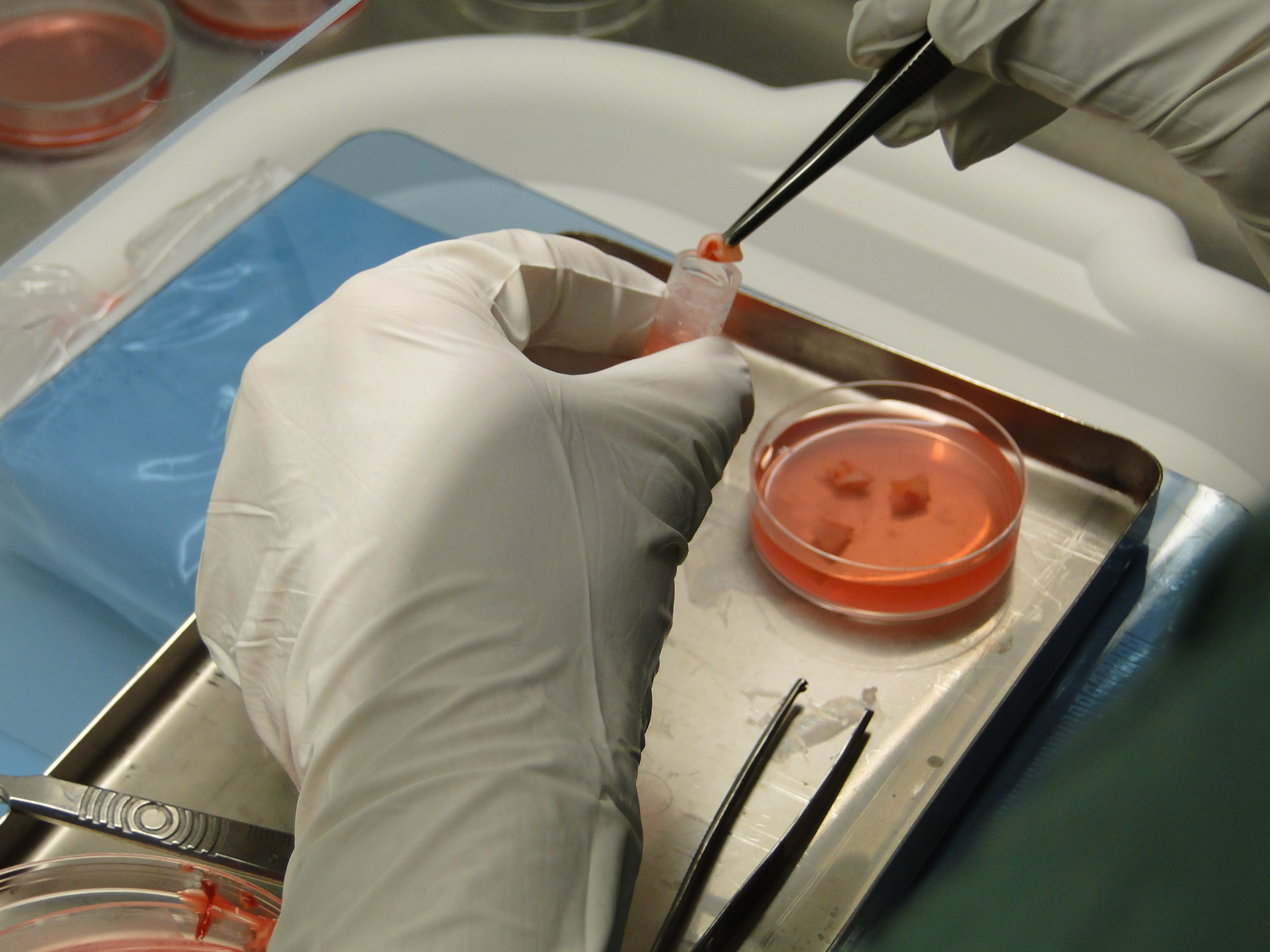
將卵巢組織條放入冷凍液中

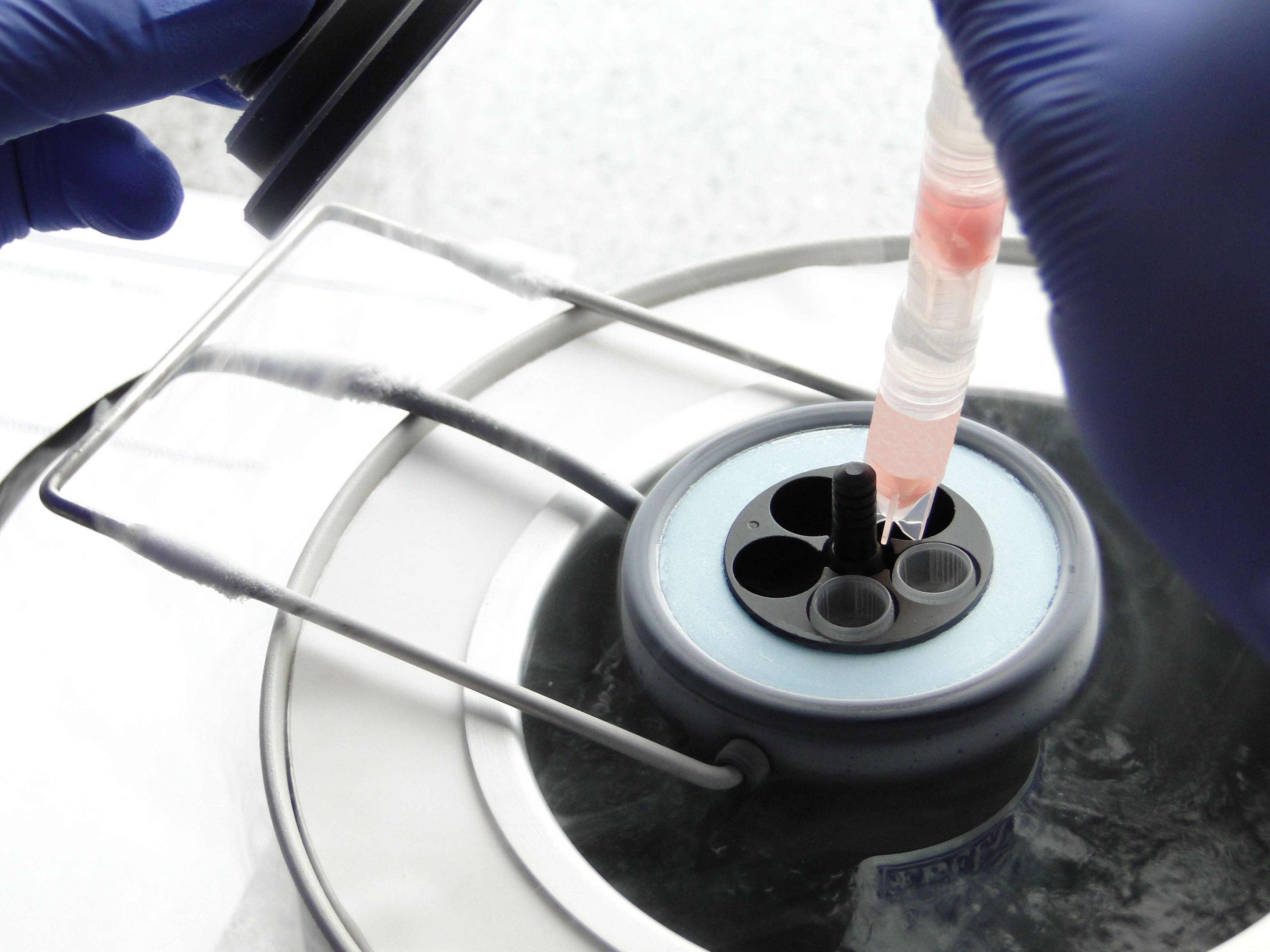
卵巢組織冷凍貯藏條帶

首先，取一部分卵巢組織，進行緩慢冷凍，然後把將卵巢組織冷卻到攝氏零下196度左右的液態氮環境下，以作長期的冷凍保存卵巢組織，包括其卵子和功能。